# Camille Flers
Camille Flers (París, 1802 - Annet-sur-Marne  1868) fue un pintor francés especializado en paisajes perteneciente a la Escuela de Barbizon.

## Trayectoria
Nacido en la rue des Amandiers de París, Camille Flers fue hijo de Jean Charles Flers, cajero y luego director de la fábrica de porcelana Nast, y de Marie Thérèse Bloufflerd, ambos de Annet-sur-Marne. Flers fue alumno del pintor Joseph François París (1784–1871) y aprendió la técnica del pastel con un pintor formado en la escuela de Maurice Quentin de La Tour. Flers debutó en el Salón de 1831 donde envió su Village de Pissevache. Expuso después  sus paisajes y sus pasteles en el Salón hasta 1863.
Contratado como cocinero en un barco, se fue a Brasil en 182. En Río de Janeiro, fue cocinero,  pintor y finalmente bailarín en el Teatro Imperial. Regresó a Francia en 1823, pasando por Cádiz. El 11 de noviembre de 1826, en París, se casó con Louise Adèle Clauss, hija de Jean Marx Clauss, fabricante de porcelana del número 8 de la rue de la Pierre-Levée de París, y con Odille Seeger, hija y nieta de pintores y químicos de porcelana y barro de la fábrica Niderwiller.
Flers fue el mayor de la escuela naturalista de 1830. Este romántico-naturalista, como se llamaba a sí mismo, fue uno de los primeros en trabajar el motivo en el bosque de Fontainebleau, en Barbizon, donde se unió a Jacques Raymond Brascassat (1804-1867), Antoine-Louis Barye (1795-1875) o Alexandre-Gabriel Decamps (1803-1860). Solo vivió en París en invierno durante siete años. 
Camille Flers está enterrado en París en el cementerio del Père Lachaise.

### Distinciones
- Caballero de la Legión de Honor (decreto del 11 de septiembre de 1849).[2]

## Galería

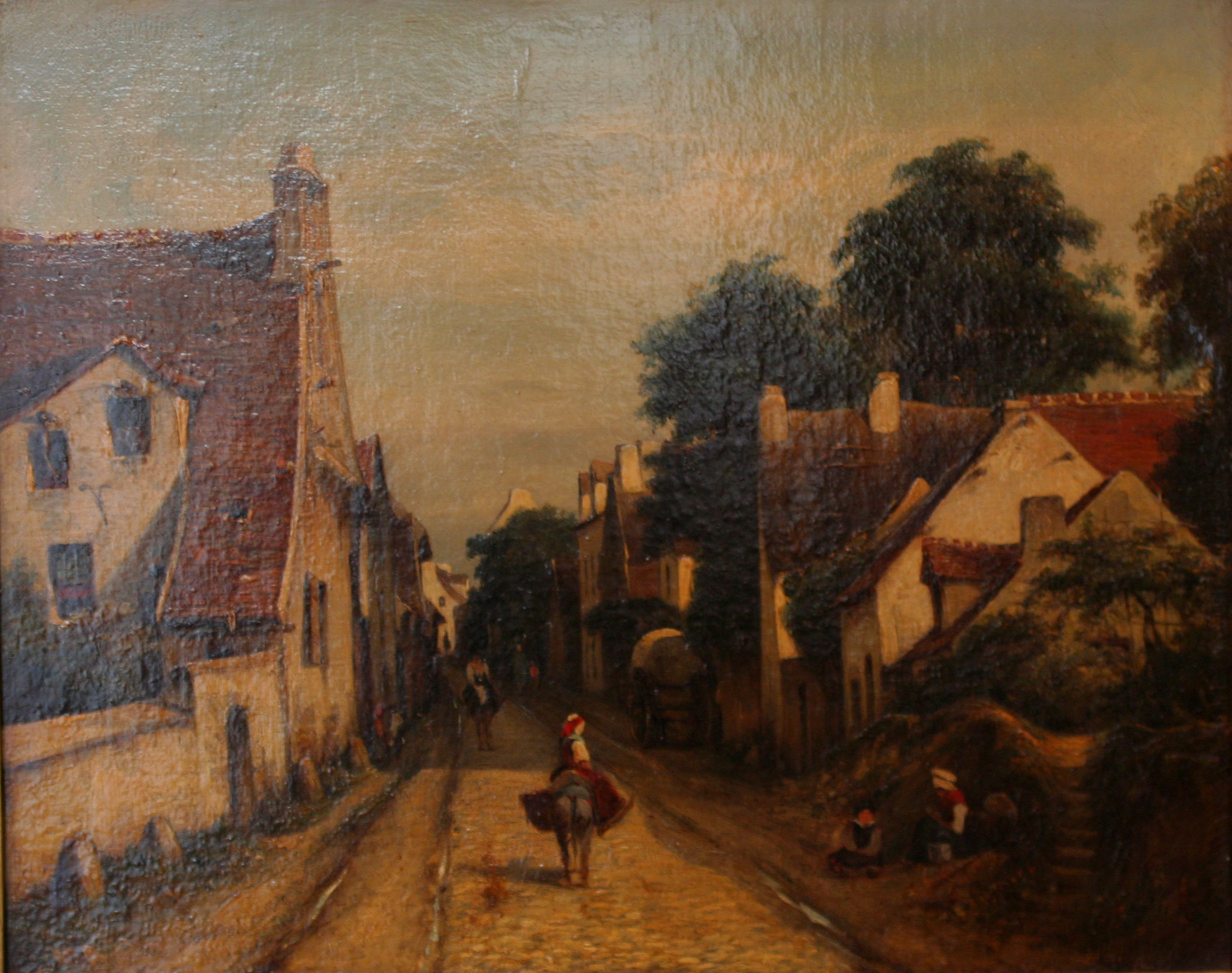
Rue de Normandie (Calle de Normandía)
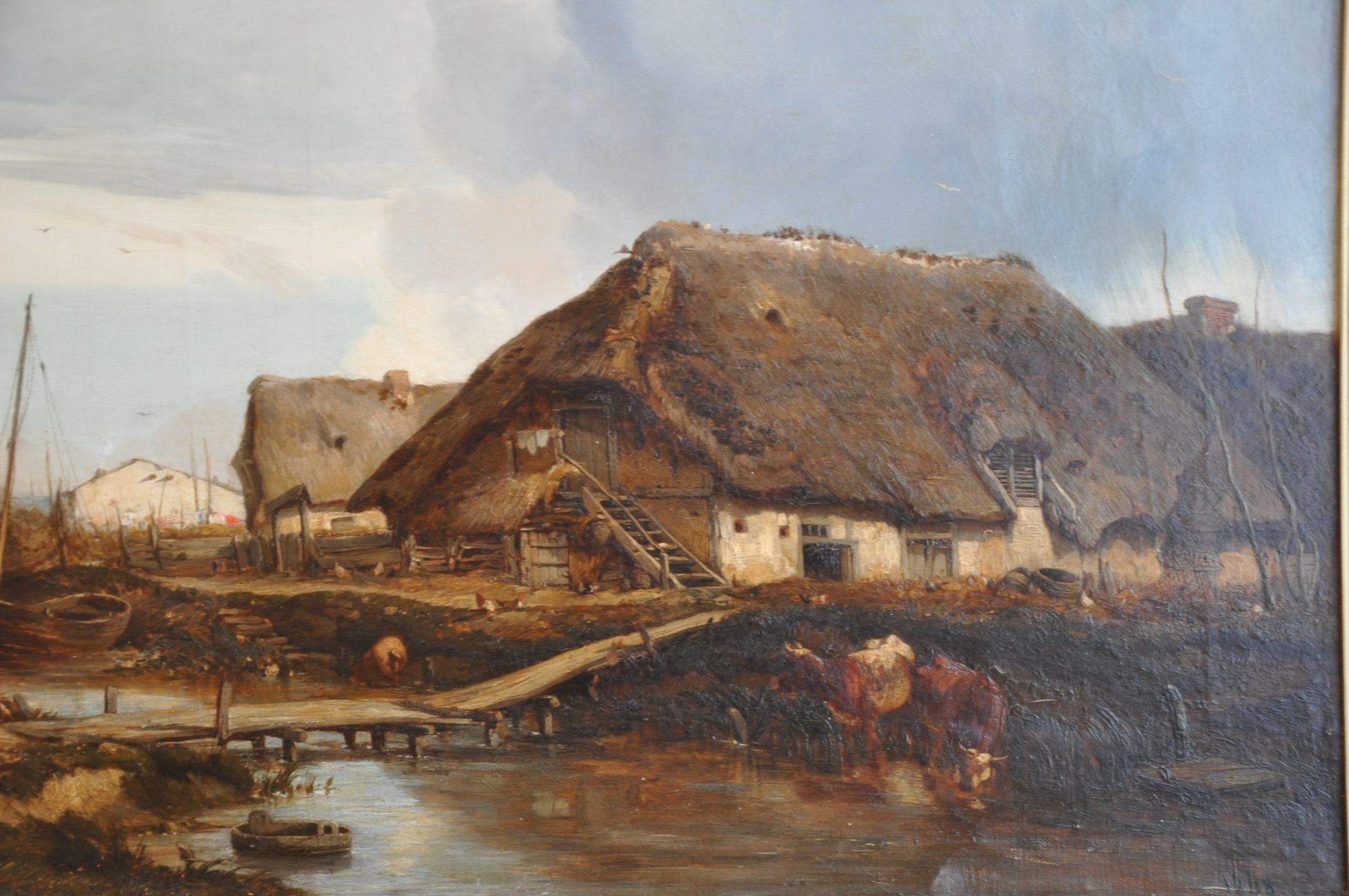
Cabane de pêcheurs, (Cabaña del pescador) 1848
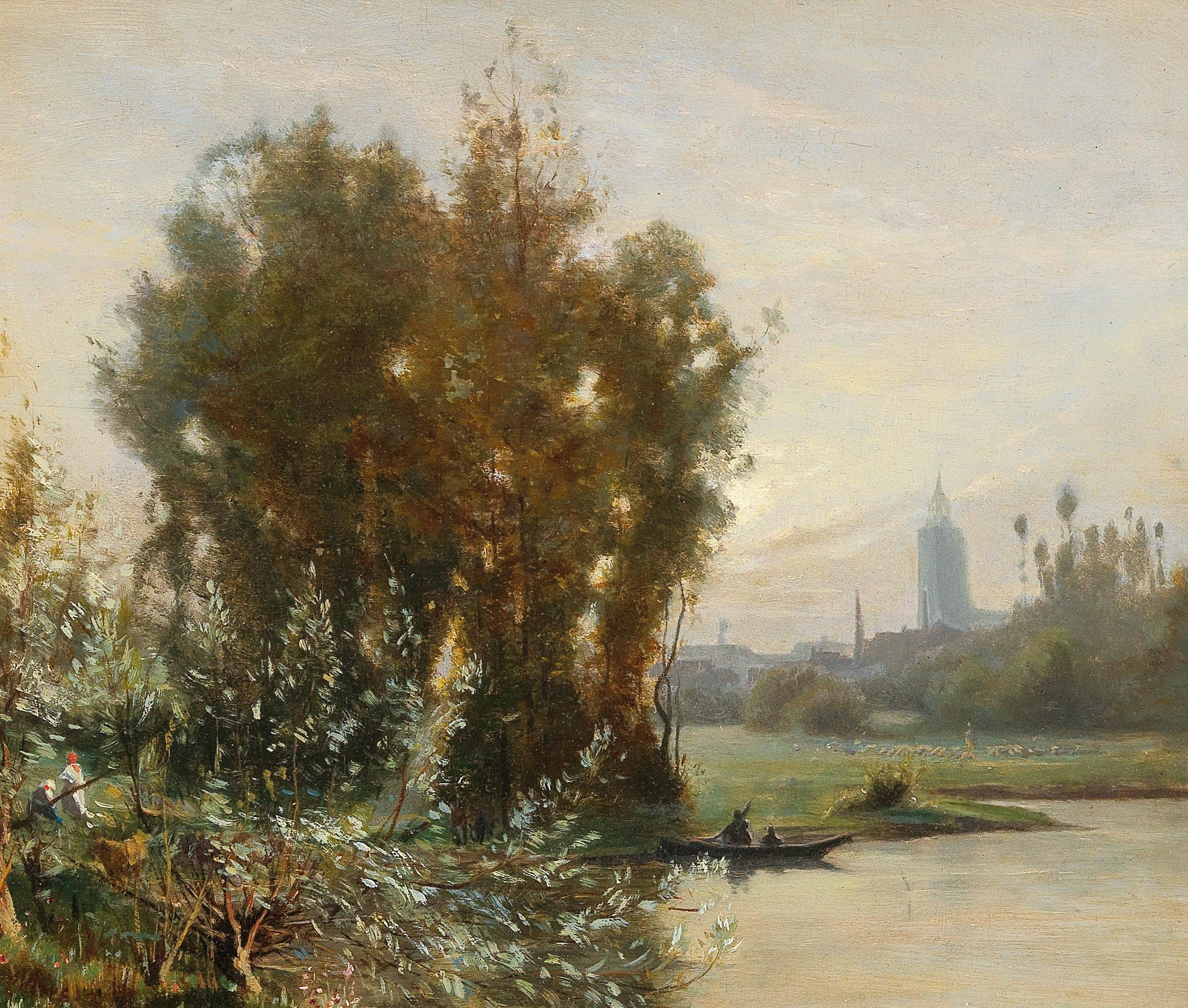
River Landscape with a City in the Background (Paisaje de río con una ciudad al fondo)
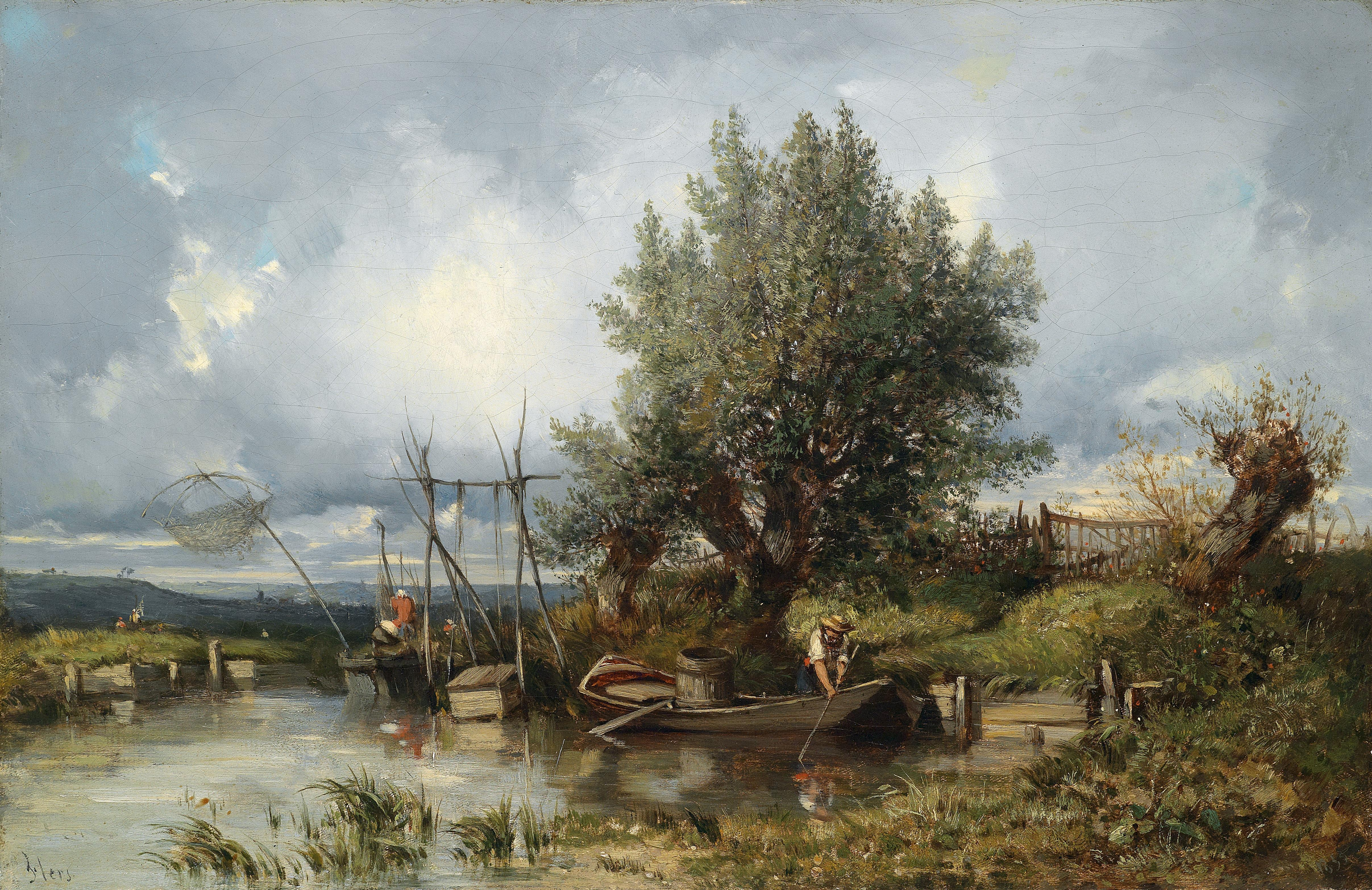
Paysage de rivière avec les pêcheurs (Paisaje fluvial con pescadores)
Cottage by the River with Washerwomen (Paisaje de río con lavanderas)
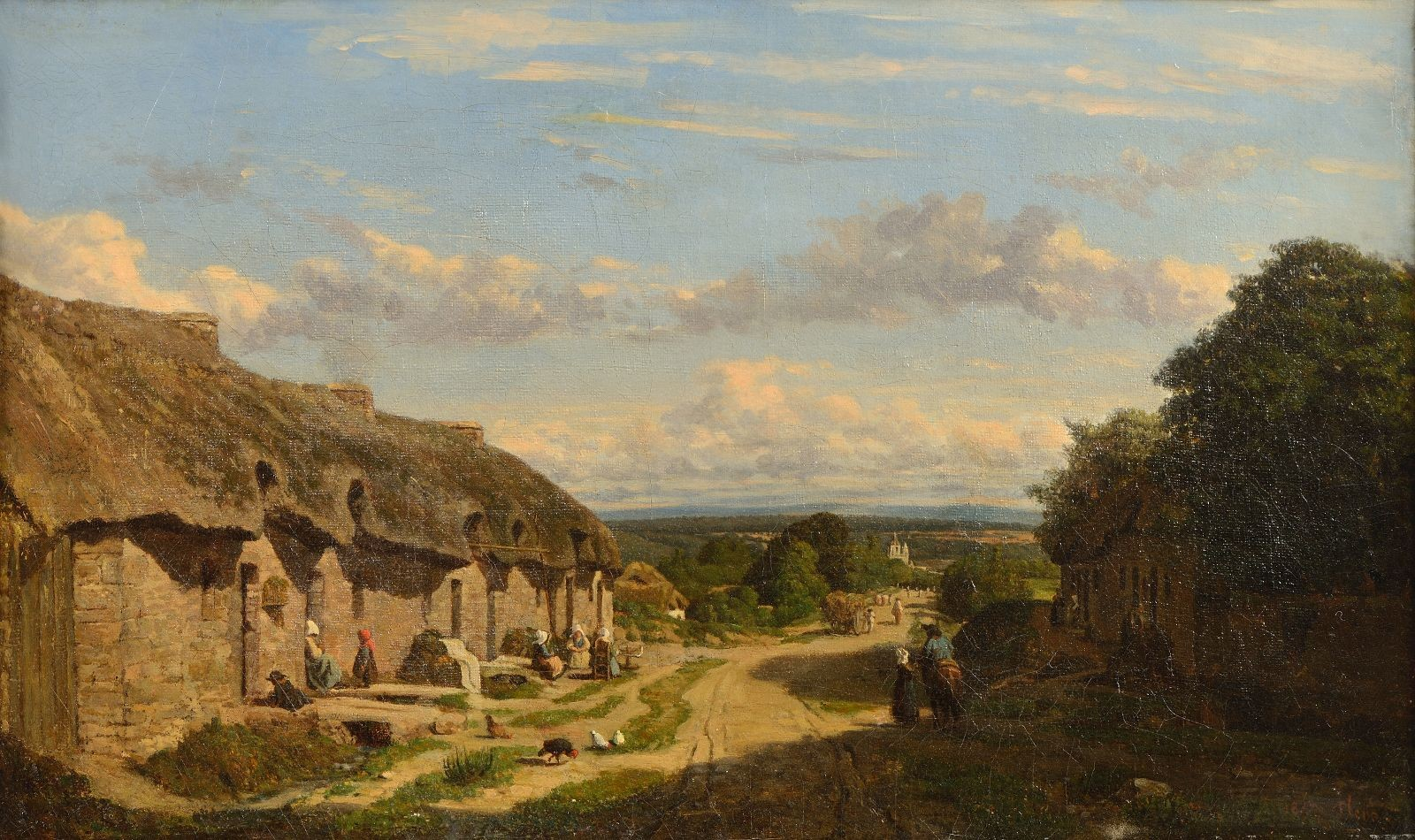
La vie de la ferme en Normandie
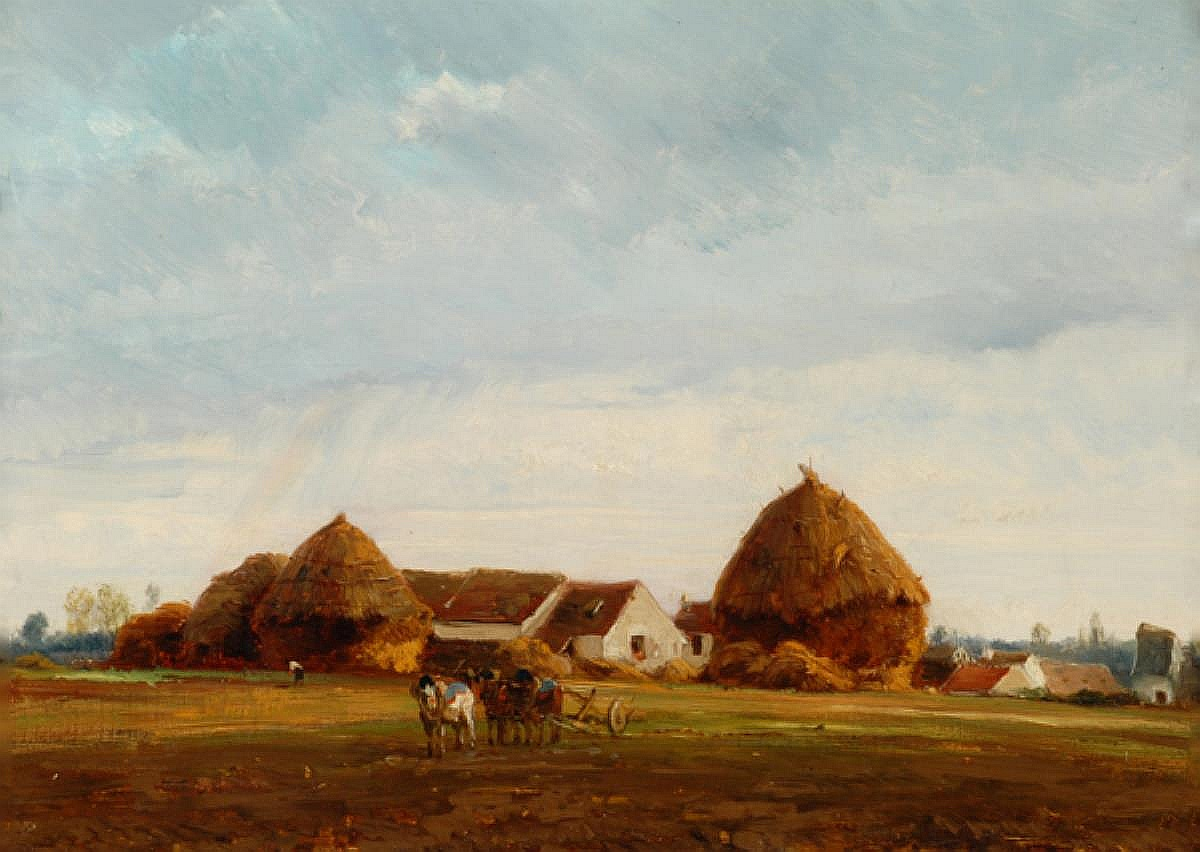
Landscape near Annet-sur-Marne
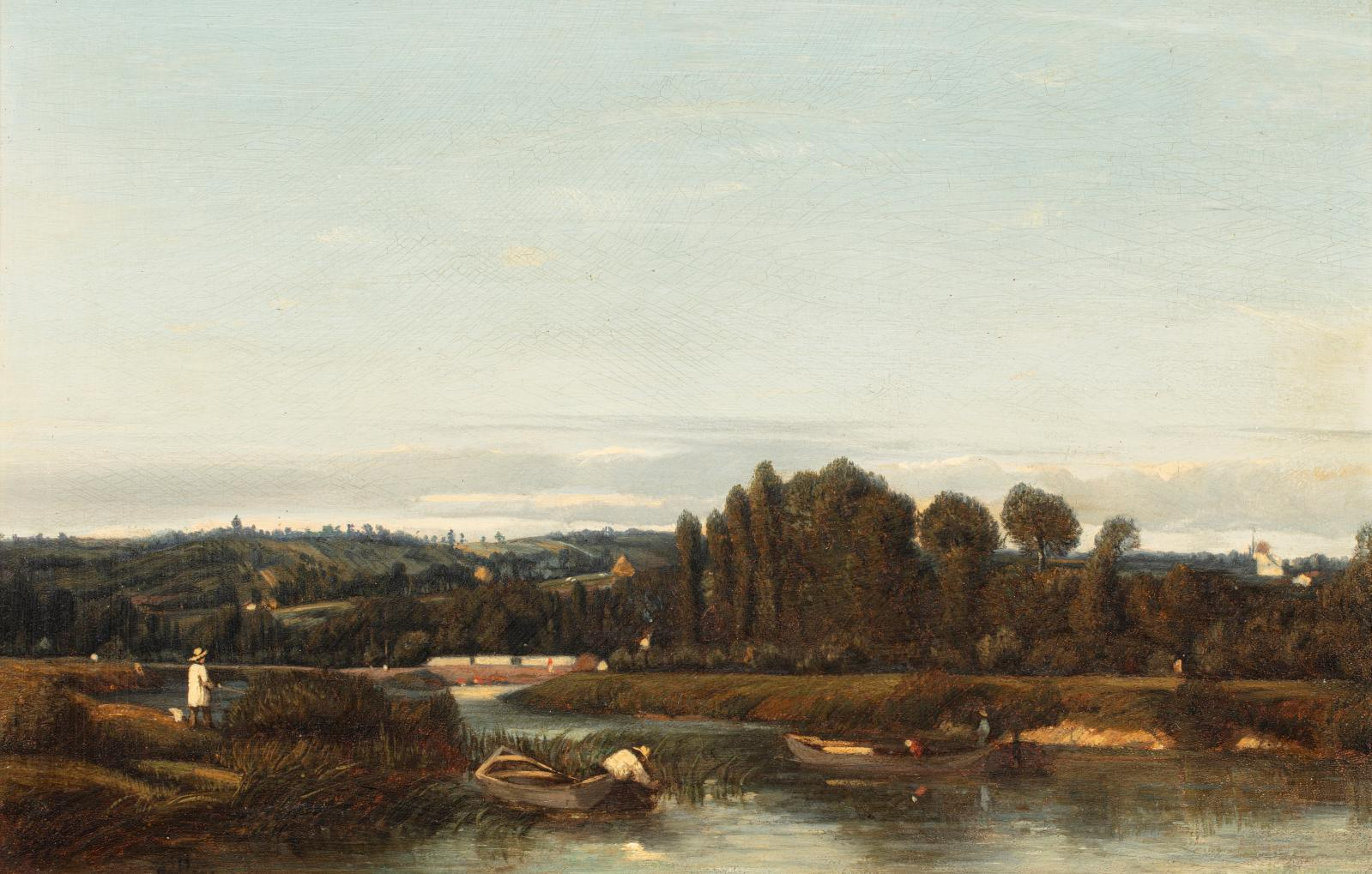
Pêcheurs en bord de rivière
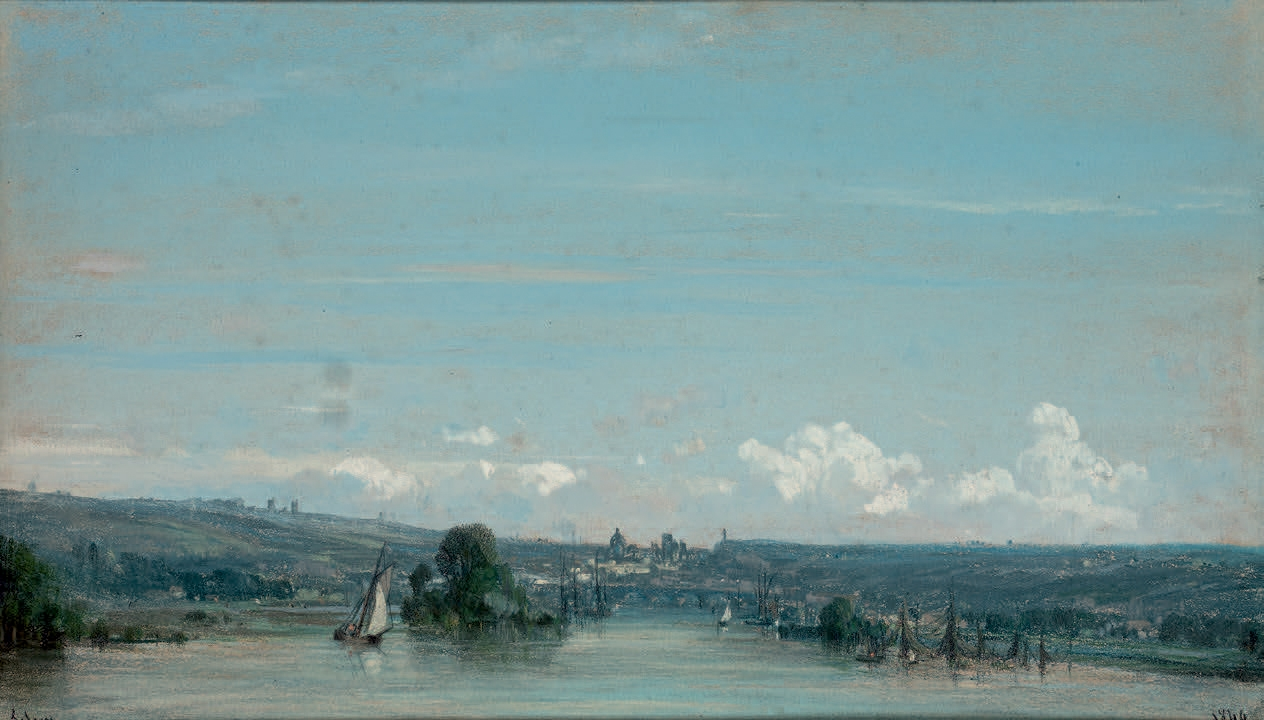
Voile blanche sur la Seine (1846)
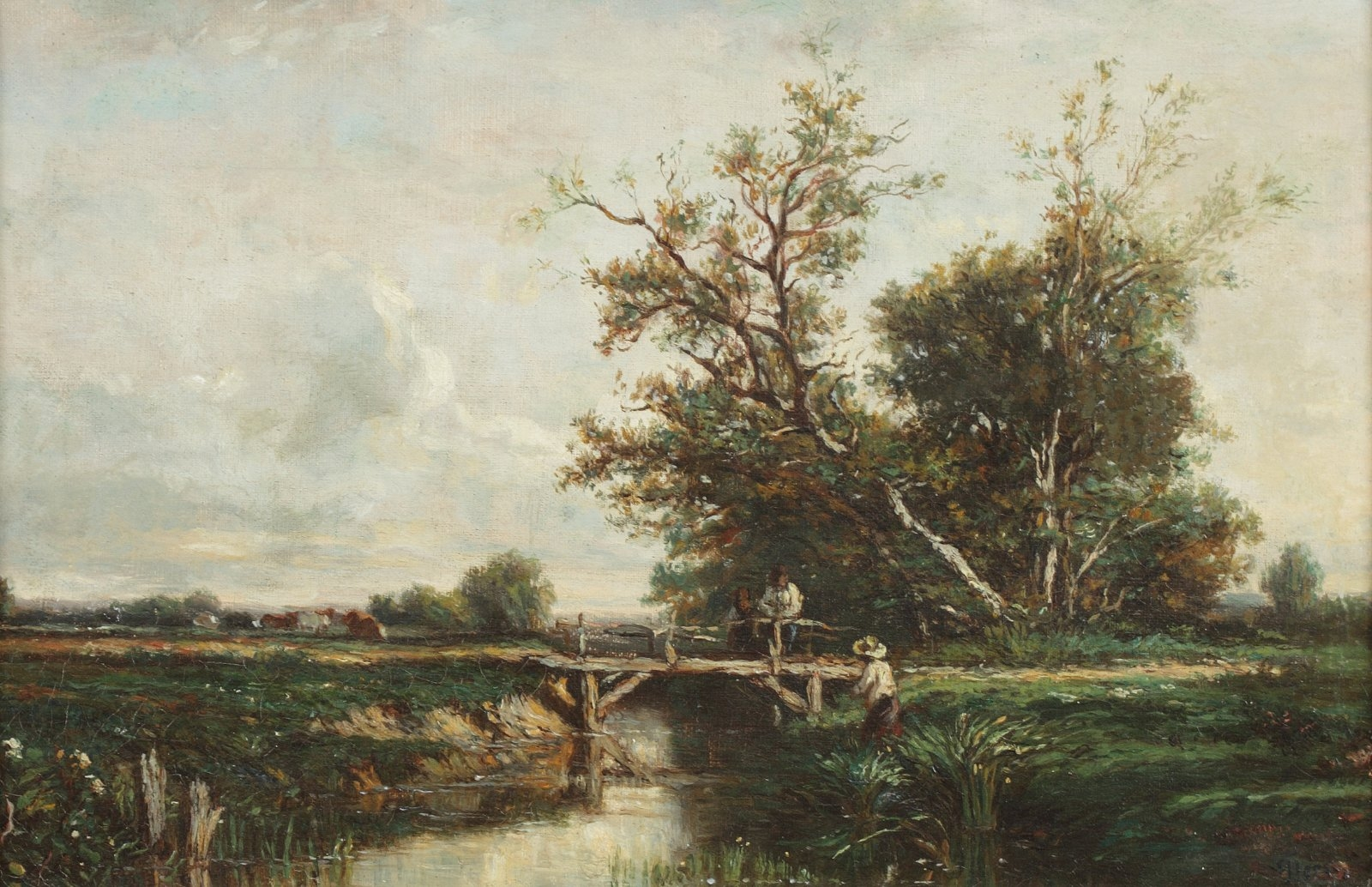
Le petit pont de bois
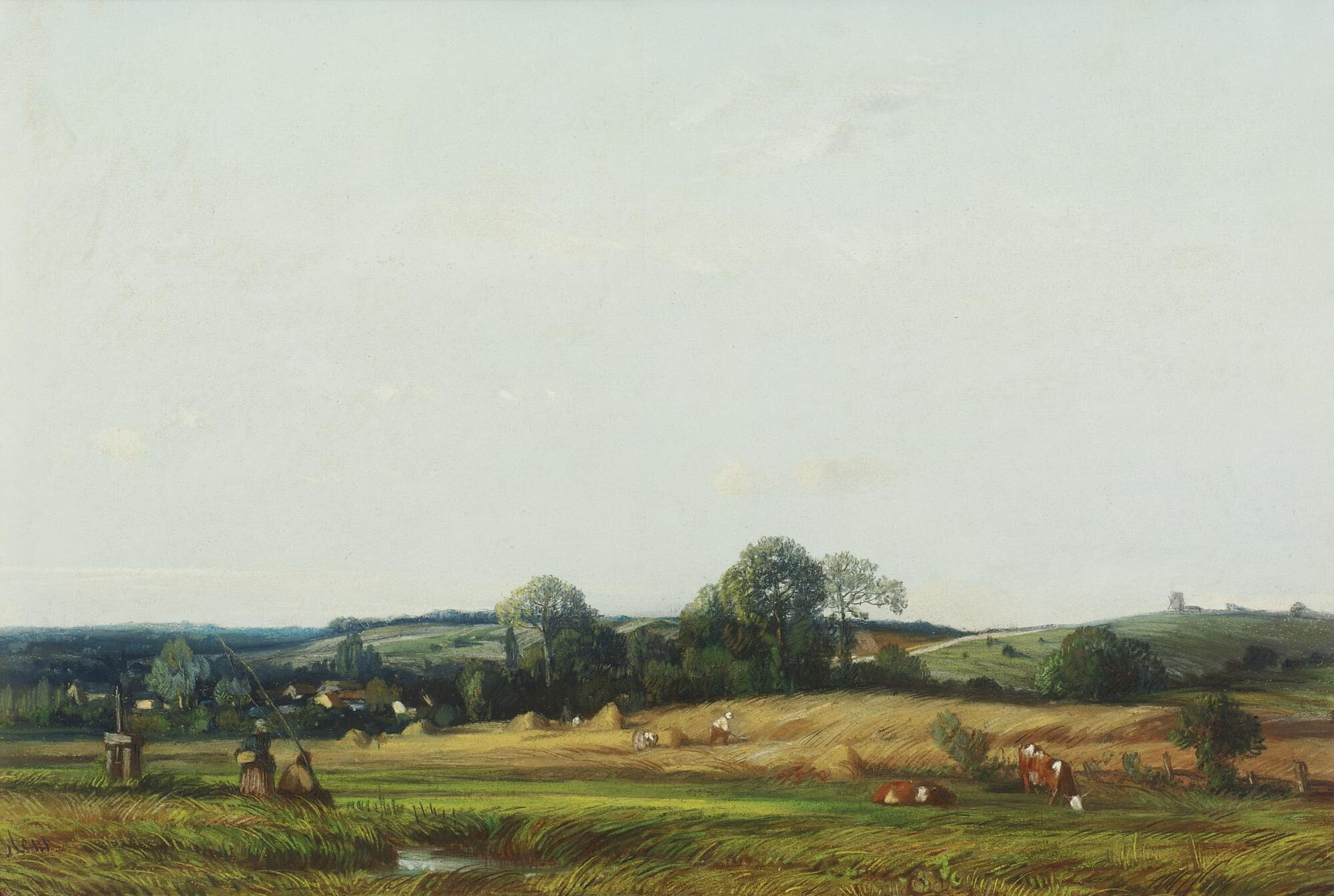
Paysage d'été
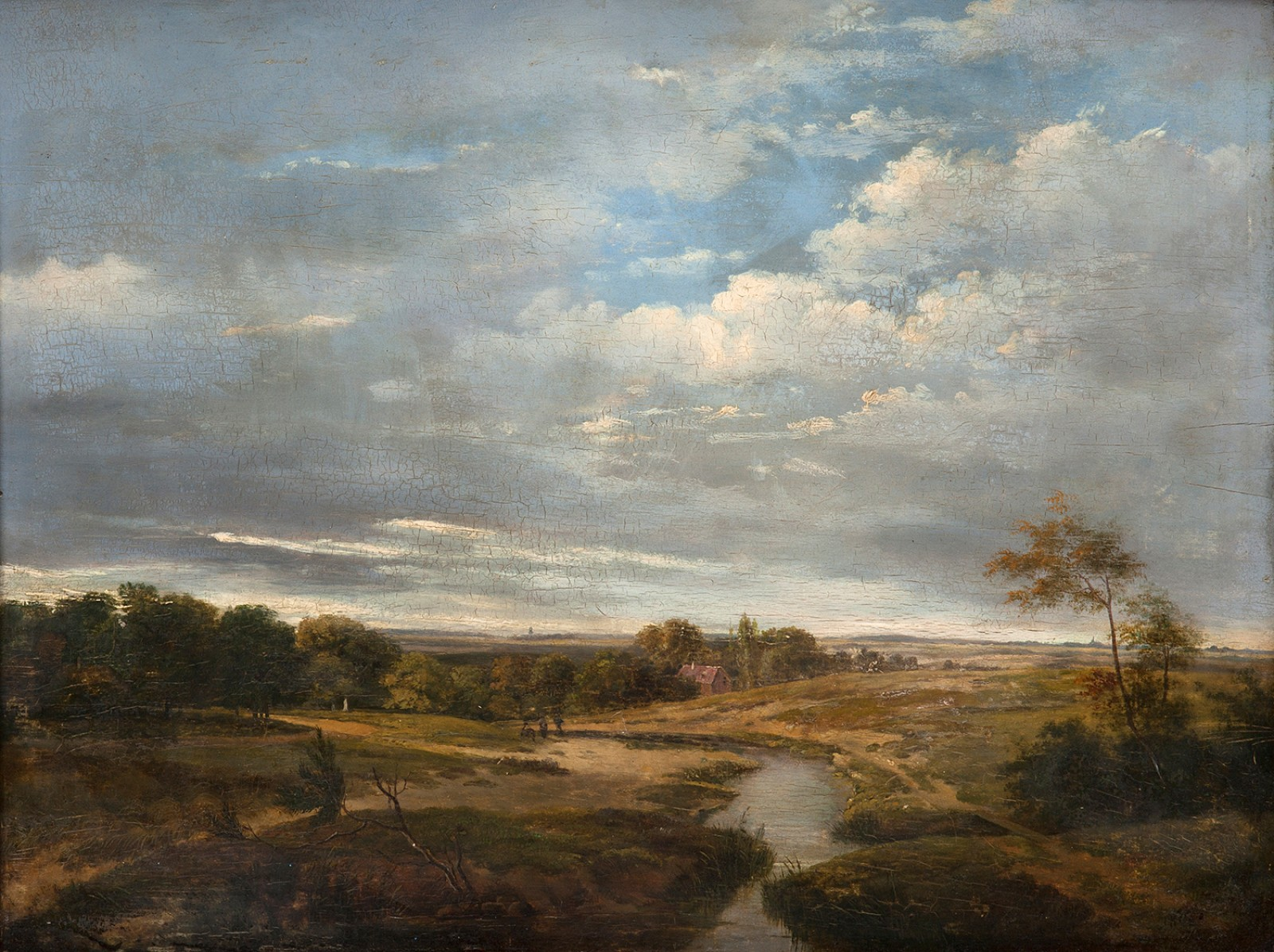
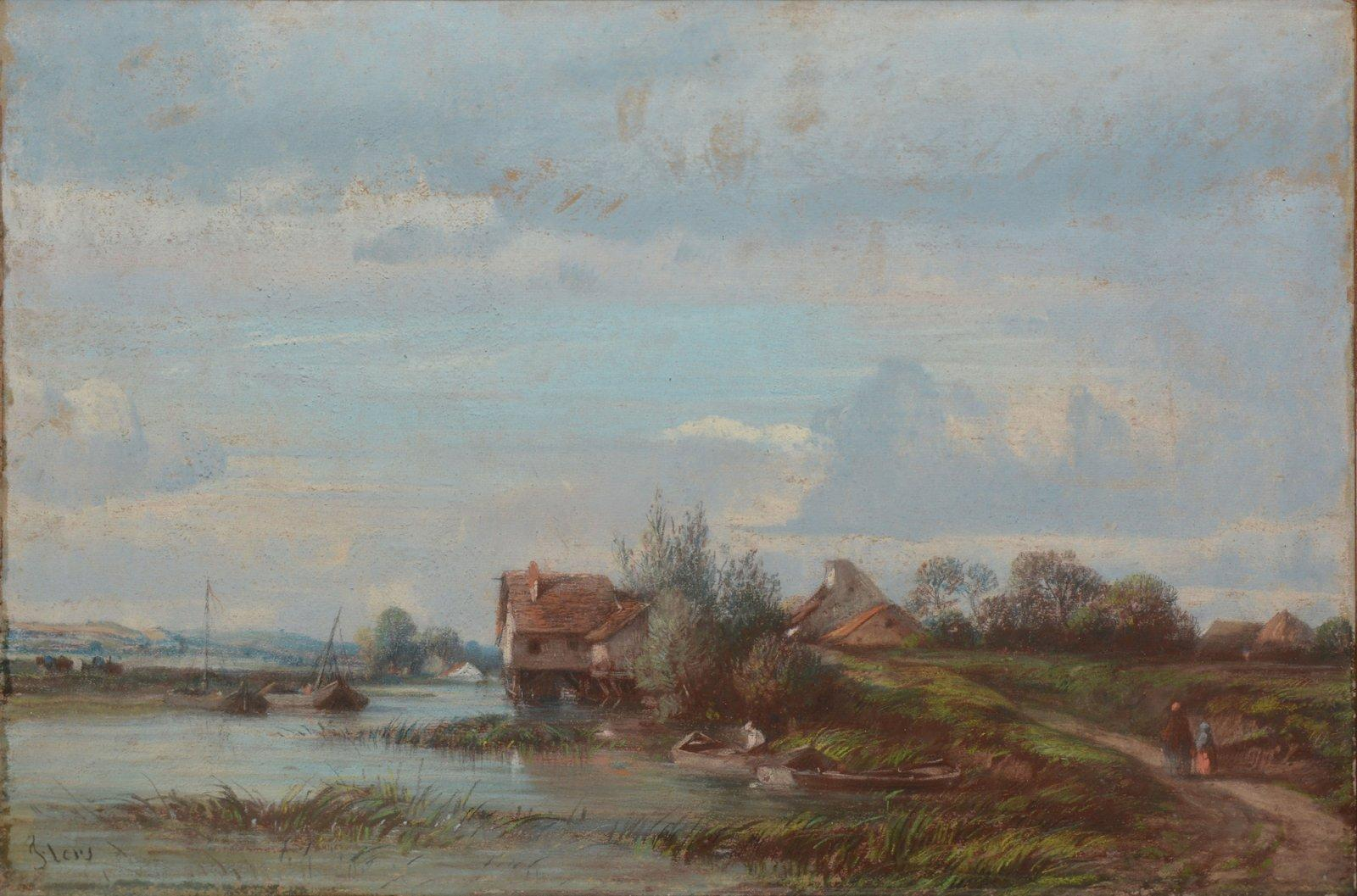
Paysage (1842)

## Exposiciones
- 1975, Barbizon,  Barbizon, en tiempos de Jean François Millet
- Junio - julio de 1977, Castillo de Montbéliard, El paisaje francés en el siglo XIX
- 1990, Marly, Théophile Gautier.